# Мурашко Михайло Альбертович
 Михайло Альбертович Мурашко  (нар. 9 січня 1967, Свердловськ, РРФСР, СРСР) — російський державний і політичний діяч. Міністр охорони здоров'я Російської Федерації з 21 січня 2020 року.

## Життєпис
Народився в Свердловське в 1967 році, закінчив міську школу з поглибленим вивченням фізики, математики та хімії.
З 1986 по 1988 року проходив службу у Внутрішніх військах МВС СРСР.
У 1992 році закінчив Уральський державний медичний інститут, після чого до 1996 року працював лікарем-інтерном і лікарем-акушером-гінекологом республіканської лікарні Республіки Комі в Сиктивкарі.
У 1996 році був послідовно призначений заступником головного лікаря з консультативно-діагностичної роботи, а потім головним лікарем установи «Комі Республіканський перинатальний центр». Захистив кандидатську дисертацію на тему «Особливості перебігу та результати пологів у жінок з деякими видами урогенітальної інфекції».
З 1996 по 1999 рік обіймав посаду головного лікаря Республіканського медичного об'єднання.
З 2000 по 2006 рік працював на посаді головного лікаря Республіканського перинатального центру.
У 2006 році перейшов на державну службу, зайнявши пост міністра охорони здоров'я Республіки Комі.
Паралельно з цим, в 2011 і 2012 роках очолював кафедру акушерства і гінекології республіканського філії Кіровської державної медичної академії Мінздоровсоцрозвитку Росії, розташованої в Сиктивкарі.
У 2012 році призначений на посаду заступника керівника Федеральної служби з нагляду у сфері охорони здоров'я.
У 2013 році був тимчасово виконуючим обов'язки керівника відомства, а 14 липня 2015 року офіційно очолив Росздравнадзор.
21 січня 2020 року указом Президента Росії Володимира Путіна призначений міністром охорони Здоров'я Російської Федерації в уряді Михайла Мішустіна.
Є доктором медичних наук за двома спеціальностями: «організація охорони здоров'я та громадське здоров'я» та «акушерство та гінекологія». Докторська дисертація присвячена розробці сучасної моделі надання перинатальної допомоги матері і дитині, яка в даний час впроваджена в Російській Федерації.
Паралельно з основною діяльністю, працює професором Першого Московського державного медичного університету ім. Сеченова і завідувачем кафедри досліджень, випробувань і експлуатації медичної техніки в Московському державному технічному університеті ім. Н. Е. Баумана.
18 липня 2023 року, висловив точку зору, пов'язану з жіночим здоров'ям і репродуктивними правами. Він закликав «виховувати росіян зі шкільної лави», що жінкам потрібно спочатку народити дитину і тільки потім займатися своєю освітою і кар'єрою.
|                   | Пояснювати потрібно вже фактично зі шкільної лави. <...> Абсолютно хибна практика, яка сформувалася в суспільстві: коли сформувалося переконання, що жінка повинна здобути освіту, далі зробити кар'єру, матеріальну базу собі забезпечити і тільки після цього, вже підходячи, так би мовити, до такого складного віку репродуктивного, потурбуватися про дітонародження... |
| — Михайло Мурашко | |

Він вказав на фізіологічні рекомендації МОЗ, де йдеться про те, що більш пізнє материнство може призвести до проблем безпліддя, невиношування і скорочення можливостей для народження третьої і четвертої дитини. Крім того, Мурашко також виступив з ініціативою обмежити продаж препаратів для медикаментозного переривання вагітності в Росії.

## Санкції
Через підтримку російської агресії та порушення територіальної цілісності України під час російсько-української війни перебуває під персональними санкціями різних країн.
6 березня 2022 року внесений до санкційного списку Канади, як «соратник режиму» за «співучасть у невиправданому вторгненні Росії в Україну». Джастін Трюдо зазначив, що Мурашко був взятий зі списку, який склав Олексій Навальний.
Указом президента України Володимира Зеленського від 9 червня 2022 року перебуває під санкціями України.
У річницю російського вторгнення в Україну, 24 лютого 2023 року, за аналогічними підставами перебуває під санкціями Австралії та Нової Зеландії.